# Kentarō Tsuruoka
Kentarō Tsuruoka (japanisch 鶴岡 剣太郎 Tsuruoka Kentarō; * 26. August 1974 in Chiba) ist ein ehemaliger japanischer Snowboarder. Er startete in den Paralleldisziplinen.

## Werdegang
Tsuruoka nahm im November 1998 in Zell am See erstmals am Snowboard-Weltcup der FIS teil und errang dabei den 64. Platz im Parallelslalom und den 58. Rang im Riesenslalom. Im folgenden Jahr wurde er japanischer Meister im Slalom. In der Saison 2000/01 erreichte er in Whistler mit dem 22. Platz im Riesenslalom seine beste Platzierung im Weltcup und belegte bei den Snowboard-Weltmeisterschaften 2001 in Madonna di Campiglio den 46. Platz im Parallel-Riesenslalom sowie den 30. Rang im Parallelslalom. Im folgenden Jahr siegte er bei den japanischen Meisterschaften im Riesenslalom und gewann bei den Winter-Asienspielen im Februar 2003 in der Präfektur Aomori im Riesenslalom sowie im Slalom jeweils die Bronzemedaille. In der Saison 2004/05 erreichte er mit dem 60. Platz im Parallel-Weltcup sein bestes Gesamtergebnis im Weltcup und kam bei den Snowboard-Weltmeisterschaften 2005 in Whistler auf den 44. Platz im Parallelslalom sowie auf den 23. Rang im Parallel-Riesenslalom. Zudem wurde er erneut japanischer Meister im Riesenslalom. In der folgenden Saison fuhr er in Turin bei seiner einzigen Teilnahme an Olympischen Winterspielen auf den 28. Platz im Parallel-Riesenslalom und absolvierte in Furano seinen 49. und damit letzten Weltcup, welchen er auf dem 41. Platz im Parallel-Riesenslalom beendete. Im Februar 2008 siegte er nochmals bei den japanischen Meisterschaften im Parallel-Riesenslalom.

## Teilnahmen an Weltmeisterschaften und Olympischen Winterspielen

### Olympische Spiele
- 2006 Turin: 28. Platz Parallel-Riesenslalom

### Snowboard-Weltmeisterschaften
- 2001 Madonna di Campiglio: 30. Platz Parallelslalom, 46. Platz Parallel-Riesenslalom
- 2005 Whistler: 23. Platz Parallel-Riesenslalom, 44. Platz Parallelslalom

## Weltcup-Gesamtplatzierungen
| Saison    | Gesamt | Gesamt | Parallel | Parallel |
| Saison    | Punkte | Platz  | Punkte   | Platz    |
| --------- | ------ | ------ | -------- | -------- |
| 1998/99   | 4      | 127.   | -        | -        |
| 1999/2000 | 20     | 127.   | 116      | 56.      |
| 2002/03   | -      | -      | 52       | 72.      |
| 2003/04   | -      | -      | 58       | 71.      |
| 2004/05   | -      | -      | 77       | 60.      |
| 2005/06   | 48     | 279.   | 48       | 71.      |